# Deklarativ programmering
Deklarativ programmering är samlingsnamnet för funktionell programmering och logikprogrammering. Dessa utmärks av att program innehåller deklarationer av funktioner definierade i termer av varandra, och är företrädesvis rekursiva. En programkörning är en beräkning av ett uttryck. Den dator som sist och slutligen utför beräkningen är bortabstraherad.